# Rachetă (sport)

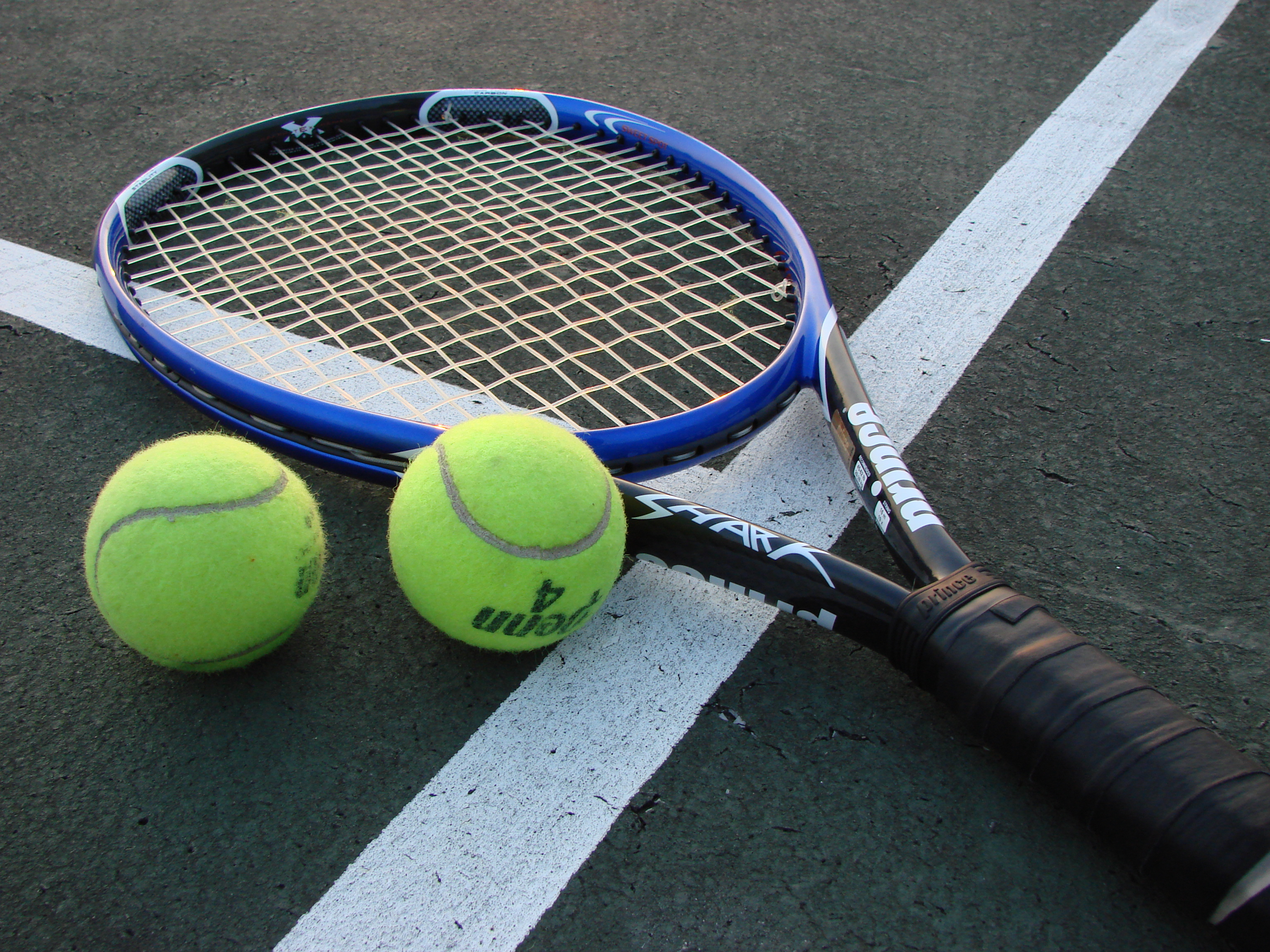
O rachetă de tenis, cu cadrul din carbon și grafit.

O rachetă este un articol sportiv format dintr-un cadru cu mâner, cadru de care este prinsă o rețea de corzi întinse, folosită în unele sporturi, cum ar fi tenis, badminton sau squash, pentru lovirea mingii.
Rama de rachete pentru toate sporturile a fost în mod tradițional făcută din lemn masiv (mai târziu lemn laminat) și corzi de intestin de animal cunoscut sub numele de catgut. Dimensiunea tradițională a rachetei a fost limitată de forța și greutatea cadrului din lemn care trebuia să fie suficient de rezistent pentru a ține strungurile și suficient de rigid pentru a lovi mingea din miscare. Producătorii au început să adaugelemn laminat la constructia rachetei din lemn clasic pentru a îmbunătăți rigiditatea. Rachetele care nu erau din lemn au fost fabricate mai întâi din oțel, apoi din aluminiu și apoi compuse din fibră de carbon. Lemnul este încă folosit pentru rachetele de tenis, dar si alte sporturi adiacente. Cele mai multe rachete sunt acum fabricate din materiale compuse, inclusiv fibră de carbon sau fibră de sticlă, metale precum aliaje de titan sau ceramică. Catgut a fost înlocuit parțial cu materiale sintetice, incluzând nailon, poliamidă și alți polimeri. Racordajele rachetelor se trag atunci când este necesar, chiar si dupa fiecare meci la nivel profesionist. În ciuda numelui, "catgut" nu a fost niciodată făcut din nici o parte a unei pisici.